# Ercole Ramazzani
Ercole Ramazzani (ou Ercole Ramazzani della Rocha ou encore Ercole Ramazzani di Roccacontrada) (né à Arcevia, 1535 env. – mort à Arcevia, 4 août 1598) est un peintre et sculpteur maniériste italien de la Renaissance ayant œuvré dans la région des Marches italiennes.

## Biographie
Important peintre et sculpteur de la Contre-Réforme, Ercole Ramazzani est né à Arcevia en 1537. 
Bien que l’influence soit très peu visible dans sa peinture, Il a appris à peindre dans l’atelier de Lorenzo Lotto pendant le séjour de l’artiste vénitien à Ancône et à Loreto dans la période de [1550 à 1552.  

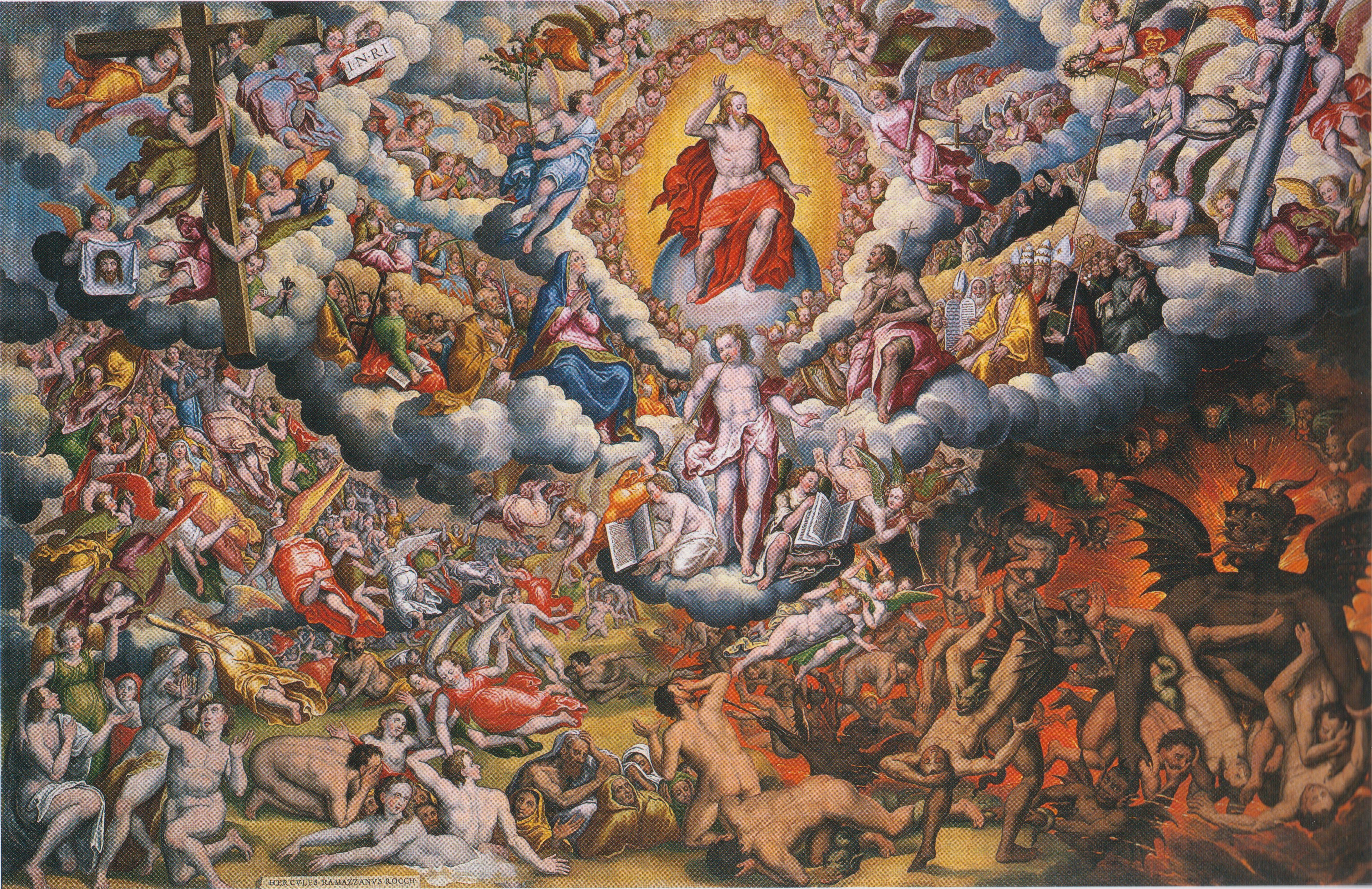
Jugement universel, (1597) Collégiale Saint-Médard à Arcevia.

Se détachant prématurément du Maître, dénotant une forte personnalité et un caractère rebelle, il commença son activité prolifique dans les Marches, où il produisit une grande quantité d'œuvres presque toujours signées. 
Il fut un interprète éclectique du maniérisme toscan de Giorgio Vasari et des artistes actifs sur le chantier de la sainte Maison de Lorette comme Pellegrino Tibaldi et Battista Franco oscillant de manière funambulesque entre simplicité, naïveté populaire, symbolisme et réélaborations érudites.
Il meurt à Arcevia en 1598 et est enterré dans la collégiale Saint-Médard. 
On notera le Baptême du Christ (1593) et le Jugement dernier (1597), tous deux exposés à la Collégiale  Saint Médard ; à Jesi, une Circoncision (1588) et une Madone et Saints (1593) ; à Osimo une Vierge de la Ceinture (1593) ; à Pergola, une Adoration des mages (1595) ; à Matelica, une éblouissante Libération des âmes purgatrices (1586) et la splendide toile de l'Immaculée Conception et l’Arbre de la science du Bien et du Mal (1573), qui reprend une iconographie vasarienne. 
L’image miraculeuse de la Madone de l’Espérance dans la Cathédrale de Senigallia, Patronne de la Ville et du Diocèse, est également sienne. 
Angelo Rocca, surintendant des Imprimeries du Vatican, lui commande le premier plan panoramique de Roccacontrada.

## Œuvres d'Ercole Ramazzani

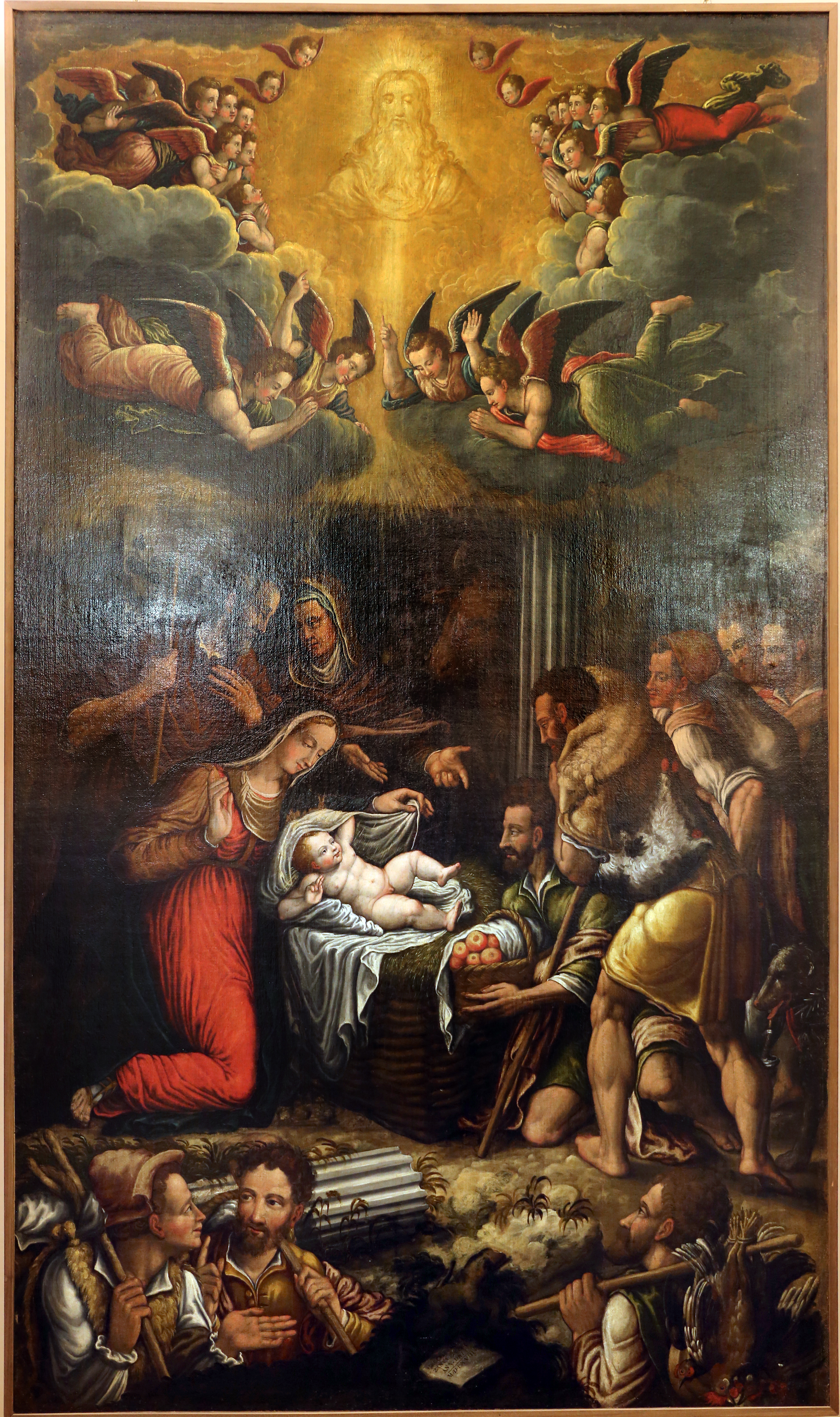
Ercole Ramazzani, Adoration des bergers, 1568, Musée diocésain de Senigallia.

- Saint Roch (1562), collection d'art civique Claudio Ridolfi di Corinaldo Ercole Ramazzani, Madone du Rosaire, 1577, Musée diocésain de Senigallia.

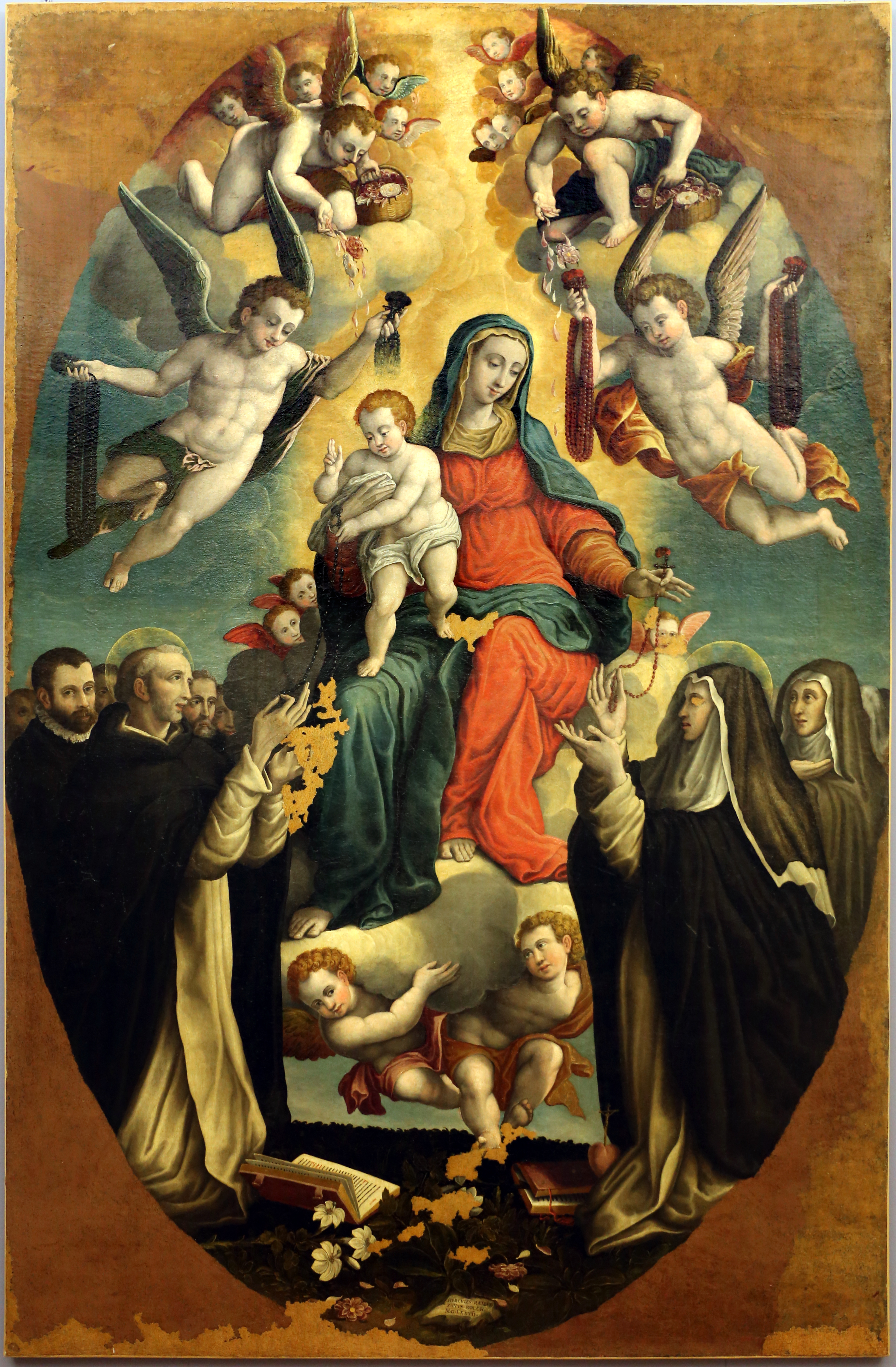
Ercole Ramazzani, Madone du Rosaire, 1577, Musée diocésain de Senigallia.

- Saint Martin de Tours en Majesté (1564), toile de jeunesse du peintre. Chapelle rurale de Saint Martin de Tours, à Castelleone di Suasa.
- Adoration des bergers (1568), Musée diocésain (Senigallia).
- Vierge du Rosaire à l'Enfant et Saints, retable, église de San Nicolò di Cantiano.
- Vierge à l'enfant avec quatre saints, retable, (1571), église de l'ancien couvent franciscain de San Martino di Arcevia.
- Madonna del Rosario (1571), église de San Francesco di Filottrano.
- Vierge à l'Enfant avec saint Ginesio et saint Antoine Abbé (1572), église paroissiale de San Ginesio di Arcevia.
- Madone du Rosaire (1576), attribuable à Ramazzani, Collection d'art du Musée civique-paroissial Maria Crocefisso Satellico d'Ostra Vetere.
- Madone de l'Espoir (copie ou restauration d'une toile réalisée en 1578). Cathédrale de San Pietro Apostolo (Senigallia).
- Déposition de la Croix (1583) Église paroissiale de Sant'Antonio di Polverigi.
- Ascension (1582), propriété du sanctuaire de Poggio San Marcello, conservée au Musée diocésain de Jesi
- Crucifixion (1585), Musée diocésain (Senigallia)
- Crucifixion de Jésus et des saints Augustin et Monique (1585), Musée diocésain d'Ancône.
- Crucifix entre l'Addolorata et Sant'Apollinare (vers 1585), nouvelle église paroissiale de Sant'Apollinare à Montefortino
- Vierge en Gloire et Saints (1586), de Poggio San Marcello, conservée au Musée Diocésain de Jesi
- Vierge à l'Enfant avec l’archange saint-Michel, saint Laurent et saint Jean Baptiste  (1587), anciennement dans l'église de San Lorenzo, aujourd'hui conservée dans la collégiale de la SS Annunziata de Montecarotto
- Circoncision de Jésus (1588), de l'Abbaye de Castelplanio, conservée au Musée Diocésain de Jesi
- Vierge à l'Enfant avec SS Francesco, Giuseppe et Agostino (1588), Collégiale SS Annunziata di Montecarotto
- Vierge à l'Enfant avec saints (1588), église de Sant'Agostino di Matelica
- Noli me tangere, Église de Sant'Agostino di Matelica
- Madone du Rosaire (1589), Église du château de Sant'Agata di Castiglioni
- Crucifix entre saint André et saint Jean l'Évangéliste (1591), église paroissiale de Sant'Andrea di Loretello
- La Vierge à l'Enfant et aux saints (1593), de la paroisse de Rosora est conservée au musée diocésain de Jesi
- Baptême du Christ (1593), Collégiale de San Medardo d'Arcevia
- Crucifixion avec saints (1596), église paroissiale de San Gaudenzio in Morro d'Alba
- Jugement dernier (1597), collégiale de San Medardo di Arcevia
- Sainte Famille et Saints, Église de Santa Maria della Pace à Sassoferrato
- Madone et saint Jean l'Évangéliste et saint Matthieu, Église paroissiale de San Francesco di Ostra
- Madone du Rosaire, église paroissiale de San Francesco di Ostra
- Crucifix et saint Gaudenzio et saint François, église paroissiale de San Francesco di Ostra
- Adoration des mages, Église de Santa Maria del Soccorso à Arcevia
- Nativité, Église de San Costanzo et Cristoforo à San Costanzo
- L'Adoration des Mages, à l'origine dans l'église de Santa Maria Assunta, maintenant dans le Musée des bronzes dorés et la ville de Pergola .
- Vierge à l'Enfant en gloire entre les anges, Saint Michele archange et Saint Antoine  Abbé, à l'origine dans l'église paroissiale de Santa Maria Assunta à Cerreto d'Esi. Maintenant conservé dans le musée de l'ancienne pharmacie Giuli

## Quelques œuvres

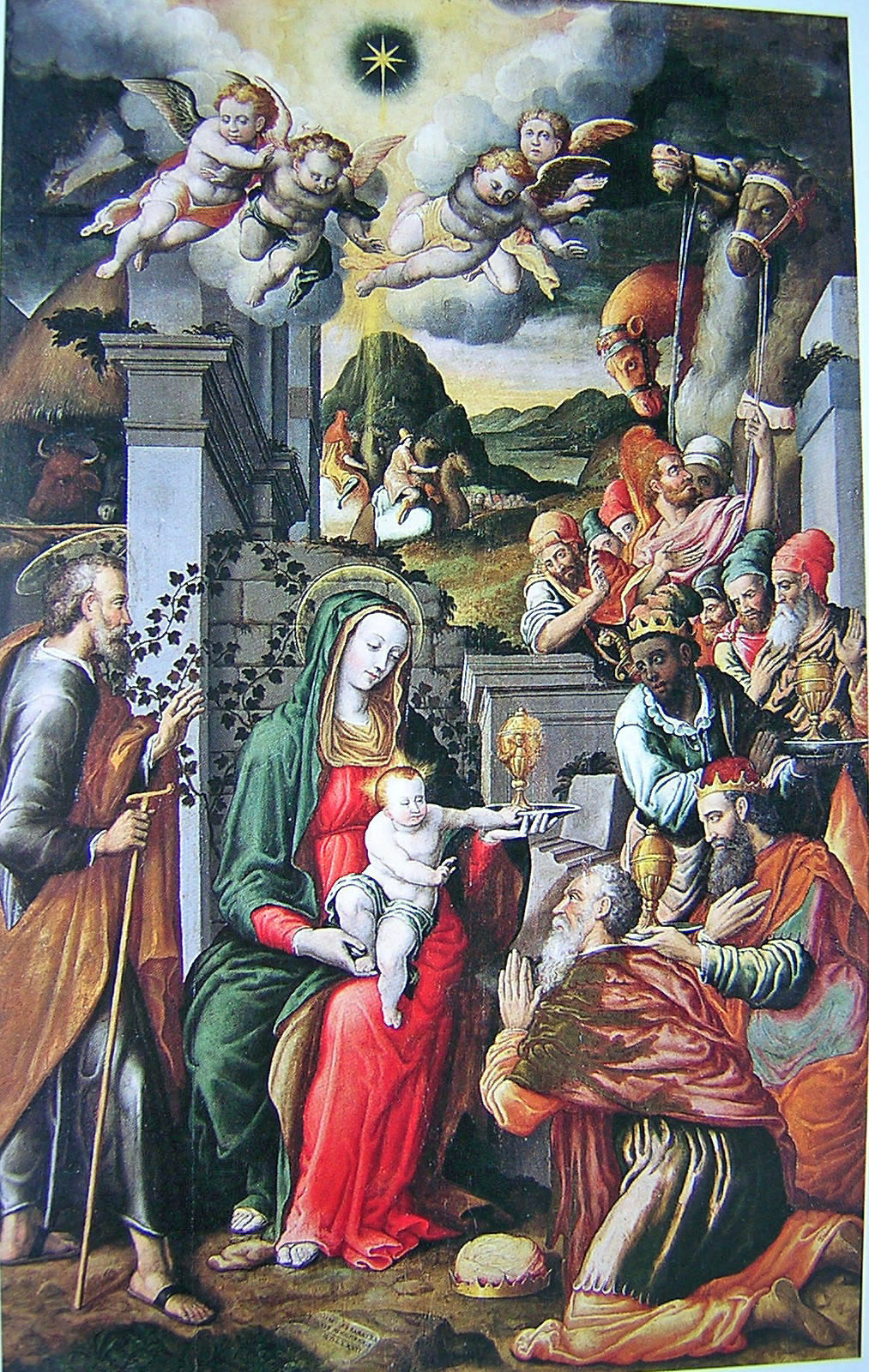
Adoration des mages (1577), Arcevia.
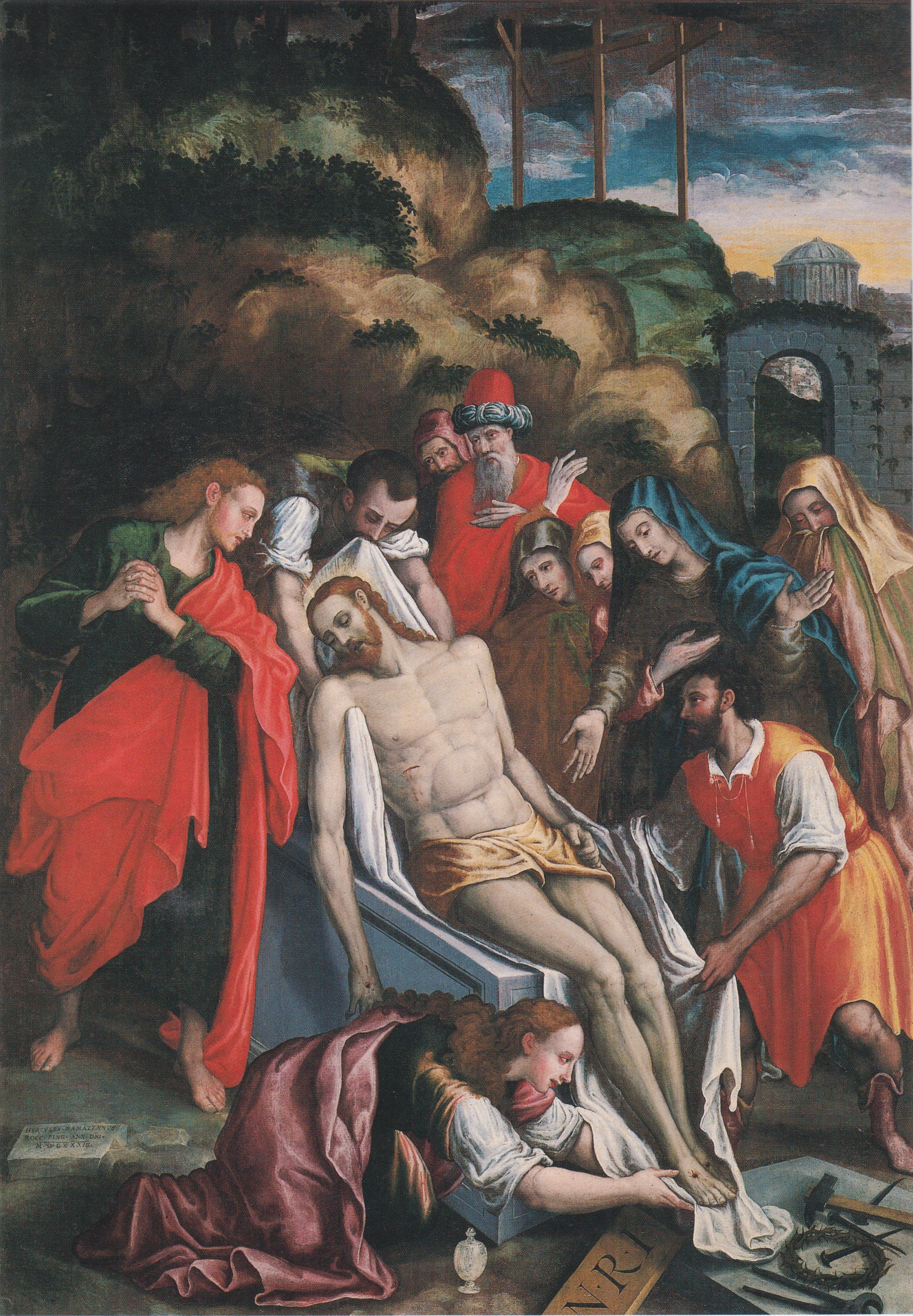
Déposition (1583), Polverigi.
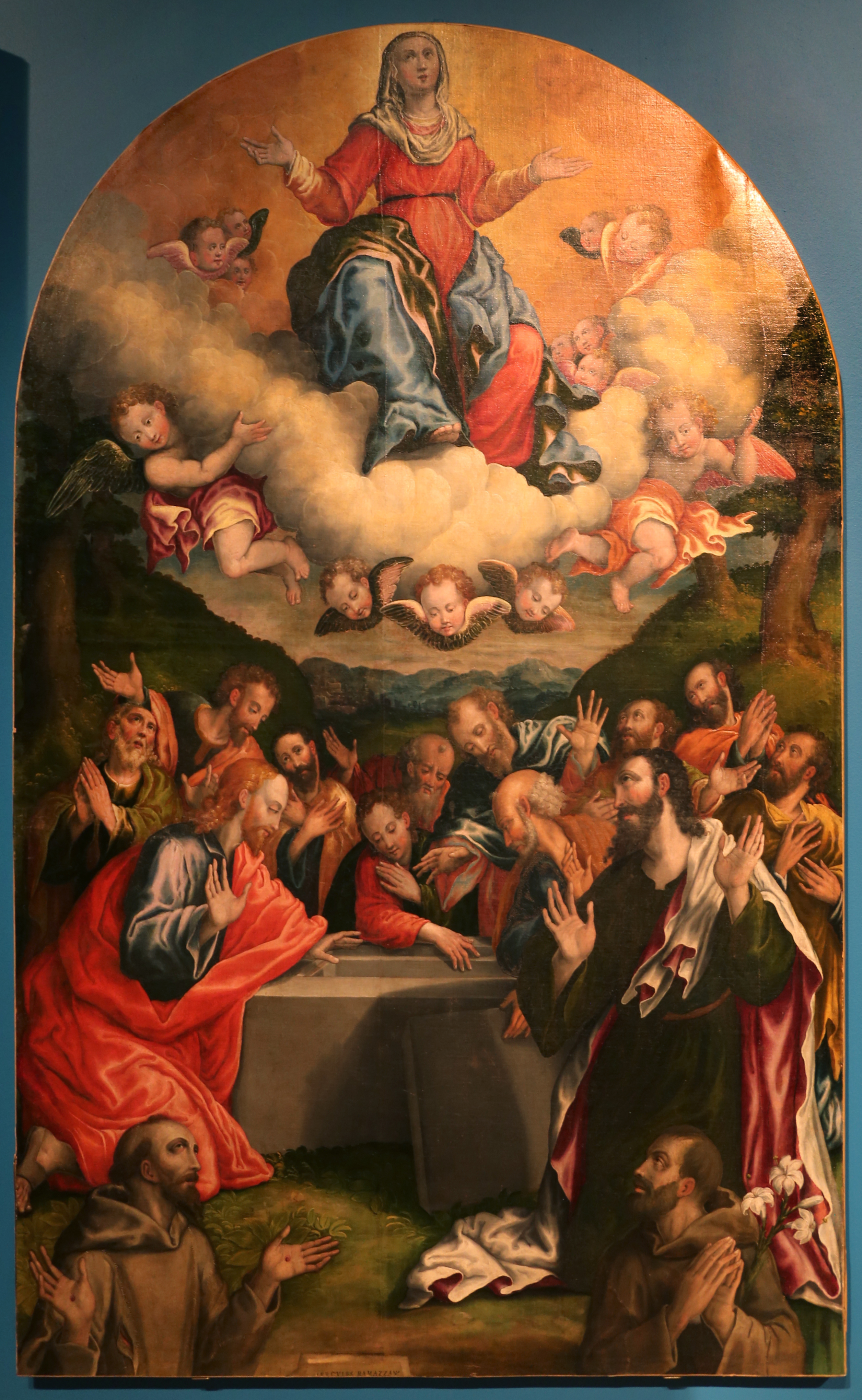
Assomption de la Vierge (1550-1600), Loro Piceno.
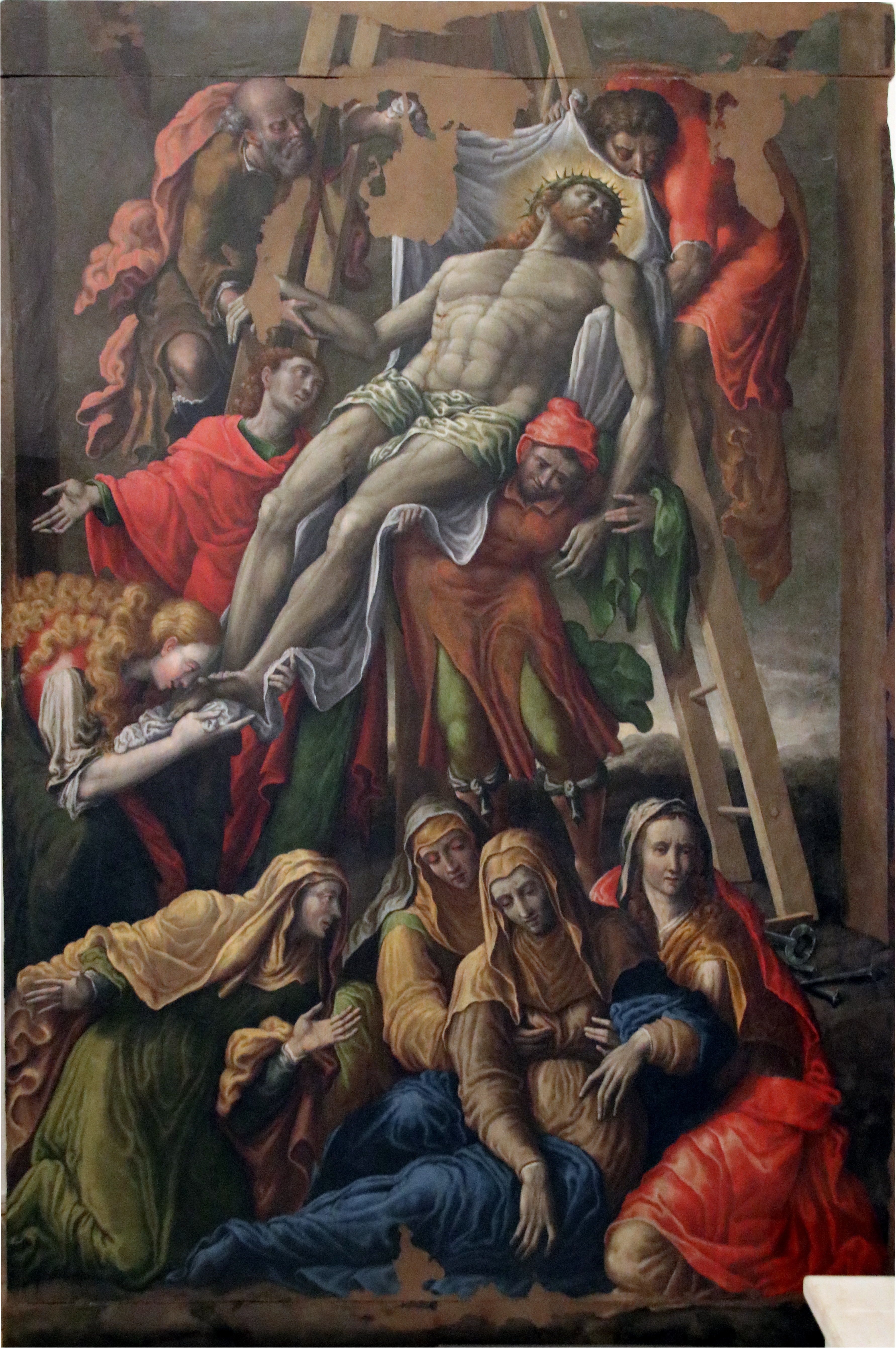
Déposition, 1575.